# アール・デア・ビガーズ
アール・デア・ビガーズ（Earl Derr Biggers、1884年 - 1933年）は、アメリカの推理作家。中国人探偵「チャーリー・チャン」シリーズの作者として知られる。

## 経歴
1884年 、オハイオ州ウォレンに生まれ、ハーヴァード大学を卒業後、1907年に「ボストン・トラベラー」紙に入社。1913年に「ポルドペイトへの７つの鍵」という探偵小説を発表し、ブロードウェイで戯曲化されて上演。1925年に中国人探偵の登場する長編「鍵のない家」を発表。チャーリー・チャンは、6長編が出版され、多数の映画が作られた。

## 主な著作

### チャーリー・チャンもの
- The House Without a Key (1925年)　シリーズ最初の長編。『鍵のない家』
- The Chinese Parrot (1926年)　第２長編。『中国のオウム[1]』
- Behind That Curtain (1928年)　『カーテンの彼方[2]』 - 数度にわたり映画化。
- Black Camel (1929年)　『黒い駱駝』
- Charlie Chan Carries on (1930年)　『世界観光団の殺人[3]』
- The Keeper of the Keys (1930年)　『チャーリー・チャン最後の事件[4]』

### ノンシリーズ
- Seven Keys to Baldpate (1913年)　処女長編。『ポルドペイトへの７つの鍵』　のちに戯曲化および映画化。
- Love Insurance (1914年)
- Fifty Candles　(1926年)　中編。『五十本の蝋燭』 - 日本語訳は、「別冊宝石45（極端な抄訳）」（'55）のみ。
- The Dollar Chasers　(1928年)　中編。『一ドル銀貨を追え』

## キャラクター提供

### チャーリー・チャンもの
- Charlie Chan in London (1930年)　 - 同題映画 (1934年)の脚本。ワーナー・オーランドがチャン警部を演じ、レイ・ミランド らが出演。
- Charlie Chan in Paris (1930年)　 - 同題映画 (1935年)の脚本。ワーナー・オーランド主演。